# Nissan, Kimitoön
Nissan är en ö i Finland.   Den ligger i kommunen Kimitoön i den ekonomiska regionen  Åboland  och landskapet Egentliga Finland, i den södra delen av landet, 120 km väster om huvudstaden Helsingfors. Före kommunsammanslagningen 2009 hörde ön till Kimito kommun.